# Provincia de Wakasa
La provincia de Wakasa (若狭国 Wakasa-no-kuni?) fue una provincia japonesa que en la actualidad correspondería a la prefectura de Fukui. Wakasa era bordeada por las provincias de Echizen, Ōmi, Tanba, Tango y Yamashiro. Formaba parte del circuito del Hokurikudō. Su nombre abreviado era Jakushū (若州?). Bajo el sistema de clasificación Engishiki, Kōzuke era clasificada como un «país medio» (中国?) en términos de importancia y un «país cercano» (近国?) por su distancia a la capital. La capital provincial se encontraba en lo que hoy es la ciudad de Tochigi y el ichinomiya de la provincia era el jinja de Futarasan ubicado en lo que hoy es la ciudad de Utsunomiya. La capital de la provincia era la ciudad de Obama, que siguió siendo la ciudad más importante de la provincia hasta el período Edo.